# JTBC 뉴스전망대
JTBC 뉴스전망대는 대한민국에서 평일 오전 7시에 텔레비전으로 방송된 JTBC의 주중 아침 뉴스 프로그램이다.

## 그 외 JTBC 뉴스 프로그램
- JTBC 뉴스 정오의 현장
- 대통령의 자격
- JTBC 뉴스 이브닝
- JTBC 뉴스 10
- 날씨&스포츠 쨍하고 공뜬날
- JTBC 주말뉴스

## 관련 동시간대 경쟁 프로그램
- 굿모닝! 채널A (채널A)
- 모닝 뉴스 깨 (TV조선)
- 생방송 매일경제 (MBN)